# Günter Thorhauer
Günter Thorhauer (* 8. November 1931 in Magdeburg; † 27. April 2007 ebenda) war ein deutscher Fußballspieler, der im ersten Länderspiel der DDR-Nationalmannschaft zum Einsatz kam.

## Sportliche Laufbahn
Thorhauers Fußballkarriere im Hochleistungssport war von nur kurzer Dauer. Er spielte zunächst in den Nachwuchsmannschaften der SG Eintracht Sudenburg, die später in der Betriebssportgemeinschaft Stahl Magdeburg aufging und aus der nach weiteren Umbenennungen im Dezember 1965 der 1. FC Magdeburg entstand. Nach 21 Spielen für die BSG Stahl Magdeburg, am 21. Mai 1952 in BSG Motor Mitte Magdeburg umbenannt, in der Saison 1951/52 in der zweitklassigen DDR-Liga, in denen er 12 Tore erzielte, wurde er zur Sportgemeinschaft Deutsche Volkspolizei Dresden delegiert.
Noch bevor er ein Spiel für seine neue Gemeinschaft bestritten hatte, wurde er am 21. September 1952 in der Nationalmannschaft der DDR aufgeboten, die in Warschau gegen Polen ihr erstes offizielles Länderspiel bestritt. Er wurde als Rechtsaußen eingesetzt und war nach dem Hallenser Günter Imhof (18) der zweitjüngste Spieler der Mannschaft, die mit 0:3 klar unterlag. Dies blieb sein einziges Länderspiel.
In Dresden bestritt Thorhauer zwischen dem 28. September 1952 und dem 1. März 1953 insgesamt 15 Spiele in der Oberliga, in denen er drei Tore erzielte. Dann wurde er zur BSG Motor Mitte Magdeburg zurückdelegiert, bei der er noch in derselben Saison, am 19. April 1953, wieder in der DDR-Liga zum Einsatz kam. Bis 1957 kam er für die Magdeburger noch zu insgesamt 43 Einsätzen in der DDR-Liga, in denen ihm 15 Tore gelangen. Nach der Gründung des SC Aufbau Magdeburg stürmte er noch kurz in dessen Reserve und spielte anschließend für einige Jahre in der Bezirksklasse Magdeburg bei seinem Heimatverein BSG Motor Mitte Magdeburg, dem heutigen Magdeburger SV 90 Preussen.